# Wilder (Kampenhout)
Wilder is een gehucht van de gemeente Kampenhout. Wilder ligt ten oostzuidoosten van Kampenhout en ten zuiden van Relst en is gelegen aan de Molenbeek, die afwatert naar de Dijle. Het gehucht wordt verbonden met de grotere kern rond Kampenhout (Ruisbeek) en de steenweg naar Brussel (N21) via de Wildersedreef. Deze dreef werd aangelegd door graaf de Cruyckenburg, en verbond het Wilderkasteel met het vandaag verdwenen kasteel van Ruisbeek.
Ten zuiden van Wilder ligt het relatief grote natuurgebied Silsombos. In Wilder staat het Kasteel van Wilder, een neoclassicistisch kasteel uit 1823. Het kasteel gaat terug tot op een kasteel dat in de jaren 20 van de zeventiende eeuw gebouwd werd door de familie de Cruyckenburg en in de zeventiende en achttiende eeuw in handen bleef van deze familie.
In 1989 werd in Wilder een golfterrein aangelegd, voornamelijk op wat voorheen akkerbouwgronden waren, en aansluitend bij het bestaande kasteelpark in Engelse stijl. Het golfterrein groeide uit tot een van de belangrijkste arboreta van België. Bij de aanleg werd er onder meer geadviseerd door de dendroloog Philippe de Spoelberch (eigenaar van het arboretum van Wespelaar op het domein Herkenrode in Wespelaar).